# Johann Matthias Commeter

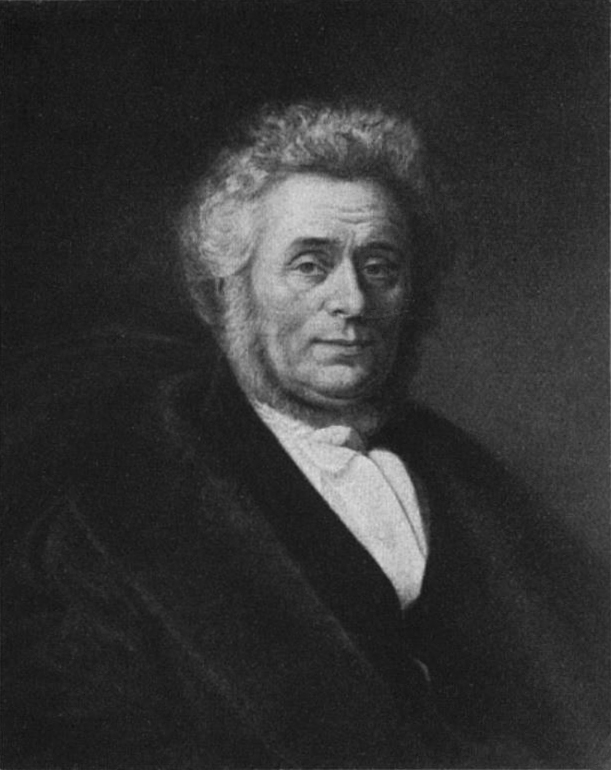
Johann Matthias Commeter von Hermann Steinfurth, nach einem Porträt von Robert Schneider, 1876, Hamburger Kunsthalle

Johann Matthias Commeter (* 10. März 1791 in Wilster; † 15. August 1869 in Neapel) war ein deutscher Assekuranzmakler, Kaufmann, Kunsthändler, Sammler und Mäzen.

## Leben und Wirken
Der aus einer Weberfamilie stammende Commeter sammelte schon früh Kunst. 1823 zog er nach Hamburg, wo er am 28. Mai 1824 den Hamburger Bürgereid ablegte. Er war Gast im Hamburger Kunstverein, wo er den Kunsthändler Georg Ernst Harzen (1790–1863) kennenlernte. Dieser übertrug Commeter 1824 die Geschäftsführung der Galerie Commeter. Commeter und Harzen lebten in Harzens Haus am Neuen Wall 39 in enger freundschaftlicher wie geschäftlicher Beziehung.
1847 übergab Commeter die Leitung der Galerie an Wilhelm Becker und reiste nach Italien, wo er kunstgeschichtlich forschte und 1862 zwei kleine Aufsätze verfasste. Da Harzen ein in Gründung befindliches öffentliches Museum unterstützen wollte, teilten Commeter und Harzen 1856 ihr Vermögen und die Anteile an der Kunstsammlung. Nach Harzens Tod 1863 regelte Commeter dessen Nachlass und entschloss sich, auch seinen Anteil dem Museum zu überlassen. Die 1869 eröffnete Sammlung Harzen-Commeter in der Hamburger Kunsthalle umfasste 30.000 Blatt, was einen unermesslichen Wert darstellte. Es handelte sich dabei um über mehrere Jahrzehnte erworbene, qualitativ hochwertige altmeisterliche Druckgrafiken, Zeichnungen und Gemälde.